# Super Prestige Pernod 1986
De Super Prestige Pernod 1986 was de 28e editie van dit regelmatigheidsklassement in het wielrennen. Ten opzichte van vorig jaar werden er vier wedstrijden toegevoegd aan de kalender: Parijs-Brussel telde na een jaar afwezigheid weer mee voor het klassement en de Clásico RCN, de Ronde van Colombia en de Coors Classic leverden voor het eerst punten op. Hierdoor telden er dit jaar 31 wedstrijden mee voor de Super Prestige Pernod, het hoogste aantal tot dan toe.
Het eindklassement werd voor de derde achtereenvolgende keer gewonnen door Sean Kelly. Hij won onder meer twee monumenten en was voor de vijfde keer (op rij) de beste in Parijs-Nice, een evenaring van het record van Jacques Anquetil. Tourwinnaar Greg LeMond eindigde als tweede in de eindstand. Zijn overwinning in de Ronde van Frankrijk maakte hem de eerste niet-Europese renner die een grote ronde op zijn naam schreef. De derde plaats werd gedeeld door de Belg Claude Criquielion en de Nederlander Adrie van der Poel. Dit jaar kreeg het klassement een aanzienlijk andere puntentelling dan de voorgaande jaren. Zo leverde het winnen van de Ronde van Frankrijk 180 punten op. Dat waren zeventig punten meer dan voorheen. Mede hierdoor behaalde Kelly 910 punten, de hoogste score in de geschiedenis van dit regelmatigheidsklassement. Behalve de Super Prestige Pernod werden er nog twee andere prijzen uitgereikt: de Prestige Pernod voor Franse renners en de Super Promotion voor renners onder de 25 jaar.

## Wedstrijden
| Datum           | Koers                                          | Winnaar                  |
| --------------- | ---------------------------------------------- | ------------------------ |
| 1 maart         | Omloop Het Volk                                | Afgelast                 |
| 2–9 maart       | Parijs-Nice (1986)                             | Sean Kelly               |
| 6–12 maart      | Tirreno-Adriatico (1986)                       | Luciano Rabottini        |
| 15 maart        | Milaan-San Remo (1986)                         | Sean Kelly               |
| 6 april         | Ronde van Vlaanderen (1986)                    | Adrie van der Poel       |
| 9 april         | Gent-Wevelgem (1986)                           | Guido Bontempi           |
| 13 april        | Parijs-Roubaix (1986)                          | Sean Kelly               |
| 16 april        | Waalse Pijl (1986)                             | Laurent Fignon           |
| 20 april        | Luik-Bastenaken-Luik (1986)                    | Moreno Argentin          |
| 26 april        | Amstel Gold Race (1986)                        | Steven Rooks             |
| 1 mei           | Rund um den Henninger-Turm (1986)              | Jean-Marie Wampers       |
| 4 mei           | Kampioenschap van Zürich (1986)                | Acácio da Silva          |
| 5–10 mei        | Vierdaagse van Duinkerke (1986)                | Dirk De Wolf             |
| 5–11 mei        | Ronde van Romandië (1986)                      | Claude Criquielion       |
| 22 april–13 mei | Ronde van Spanje (1986)                        | Álvaro Pino              |
| 18 mei          | Bordeaux-Parijs (1986)                         | Gilbert Glaus            |
| 17–24 mei       | Clásico RCN (1986)                             | Luis Herrera             |
| 25 mei–1 juni   | Critérium du Dauphiné Libéré (1986)            | Urs Zimmermann           |
| 12 mei–2 juni   | Ronde van Italië (1986)                        | Roberto Visentini        |
| 5–15 juni       | Ronde van Colombia (1986)                      | Luis Herrera             |
| 11–15 juni      | Grand Prix du Midi Libre (1986)                | Claude Criquielion       |
| 10–20 juni      | Ronde van Zwitserland (1986)                   | Andy Hampsten            |
| 4–27 juli       | Ronde van Frankrijk (1986)                     | Greg LeMond              |
| 9–24 augustus   | Coors Classic (1986)                           | Bernard Hinault          |
| 6 september     | Wereldkampioenschap in Colorado Springs (1986) | Moreno Argentin          |
| 9–18 september  | Ronde van Catalonië (1986)                     | Sean Kelly               |
| 10–22 september | Ronde van de Europese Gemeenschap (1986)       | Miguel Indurain          |
| 24 september    | Parijs-Brussel (1986)                          | Guido Bontempi           |
| 28 september    | Grote Landenprijs (1986)                       | Sean Kelly               |
| 12 oktober      | Grote Herfstprijs                              | Phil Anderson            |
| 18 oktober      | Ronde van Lombardije (1986)                    | Gianbattista Baronchelli |

## Eindklassementen

### Individueel
| Plek | Renner                | Punten |
| ---- | --------------------- | ------ |
| 1    | Sean Kelly            | 910    |
| 2    | Greg LeMond           | 660    |
| 3    | Claude Criquielion    | 505    |
| 3    | Adrie van der Poel    | 505    |
| 5    | Urs Zimmermann        | 405    |
| 6    | Acácio da Silva       | 340    |
| 7    | Charly Mottet         | 310    |
| 7    | Steven Rooks          | 310    |
| 9    | Jean-François Bernard | 305    |
| 10   | Francesco Moser       | 290    |

- Prestige Pernod: Jean-François Bernard
- Super Promotion: Ronan Pensec

1959 · 1960 · 1961 · 1962 · 1963 · 1964 · 1965 · 1966 · 1967 · 1968 · 1969 · 1970 · 1971 · 1972 · 1973 · 1974 · 1975 · 1976 · 1977 · 1978 · 1979 · 1980 · 1981 · 1982 · 1983 · 1984 · 1985 · 1986 · 1987